# 何澤清
何澤清（1968年3月17日—），天主教萬縣教區第五任正權主教。獲教廷和北京政府承認。
出生於重慶市巫山縣篤坪鄉金獅村八組世代教友家庭。1989年入讀四川天主教神哲學院，是七十年代末期宗教活動恢復後第三批修生之一。1993年晉鐸，後於梁平縣和忠縣任本堂。2004年12月14當選主教。2005年10月18日晉牧，任萬縣教區輔理主教。2008年12月8日真除正權主教。
2016年，中國天主教第九次全國代表會議上，當選主教團副主席。